# UEFA 유럽 축구 선수권 대회
UEFA 유럽 축구 선수권 대회(UEFA European Football Championship 유러피언 풋볼 챔피언십[*])은 유럽 축구 연맹(UEFA)의 주관으로 개최되는 축구 대회로 유럽에서 규모가 가장 큰 국가 대항 성인 남자 축구 대회이다. 흔히 유로 ○○○○(개최 연도)이라 불리며, FIFA 월드컵과 2년 간격으로 4년마다 열리는 대회이다.
원래 이름은 UEFA 유러피언 네이션스컵(UEFA European Nations Cup)이었으나, 1968년에 현재의 이름으로 바뀌었다. 비록 유럽 지역 대회이나, 사실상 유럽에 축구 강국이 모여 있는 점을 감안하면 "브라질과 아르헨티나만 빠진 미니 월드컵"이라 불릴 정도로 월드컵 다음으로 영향력이 큰 국가별 대항 축구 대회이기도 하다.

## 역사
1927년 프랑스의 축구행정가 앙리 들로네가 유럽 축구 선수권 대회 창설을 제안했지만 실행되지는 못하였다. 1960년 대회부터 1976년 대회까지는 단 4개 팀만이 본선에 진출할 자격을 얻었다. 1980년 대회부터 1992년 대회까지는 8개 팀이 경쟁하게 되었고 1996년 대회부터는 2012년 대회까지는 16개 팀이 참가했다. 2016년 대회부터 24개 팀으로 확대되어 오늘에 이른다.
1976년 대회까지는 별도의 주최국이 정해지지 않고 연속된 예선 경기로 경쟁하는 팀들이 선택되었다. 1960년 대회와 1964년 대회는 홈 앤 어웨이 플레이오프 방식으로 1968년 대회부터는 그룹 예선과 플레이오프를 모두 치러 가려졌다. 개최국은 예선을 통과한 마지막 4개국 중에서 선정되었다.
1980년 대회부터는 본선 진출국이 늘어났기 때문에 개최국(단일 개최국 또는 공동 개최국)은 대회 개최 이전에 선정되고 자동으로 본선에 진출한다. 한편 디펜딩 챔피언에게는 다음 대회 본선에 자동 출전 기회가 부여되지 않는다. 1984년 대회부터는 3위 결정전을 치르지 않는다.
1996년 대회부터는 승리 시의 승점이 2점에서 3점으로 변경되었으며, 기존의 FIFA식 타이브레이커 대신 승자승 우선 규칙이 도입되었다.

### 본선 출전 횟수

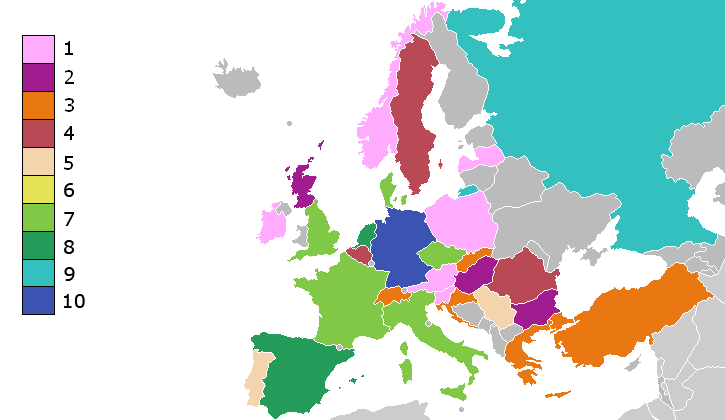
각국의 역대 본선 진출 횟수

## 역대 유럽 축구 선수권 대회
| 회차                                         | 연도 | 개최국            | 결승전         | 결승전                        | 결승전       | 3·4위 결정전 또는 4강 탈락팀 | 3·4위 결정전 또는 4강 탈락팀 | 3·4위 결정전 또는 4강 탈락팀 |
| 회차                                         | 연도 | 개최국            | 우승           | 득점                          | 준우승       | 3위                          | 득점                         | 4위                          |
| -------------------------------------------- | ---- | ----------------- | -------------- | ----------------------------- | ------------ | ---------------------------- | ---------------------------- | ---------------------------- |
| 1회                                          | 1960 | 프랑스            | 소련           | 2 – 1 (a.e.t.)                | 유고슬라비아 | 체코슬로바키아               | 2 – 0                        | 프랑스                       |
| 2회                                          | 1964 | 스페인            | 스페인         | 2 – 1                         | 소련         | 헝가리                       | 3 – 1 (a.e.t.)               | 덴마크                       |
| 3회                                          | 1968 | 이탈리아          | 이탈리아       | 1 – 1 (a.e.t.) 2 – 0 (재경기) | 유고슬라비아 | 잉글랜드                     | 2 – 0                        | 소련                         |
| 4회                                          | 1972 | 벨기에            | 서독           | 3 – 0                         | 소련         | 벨기에                       | 2 – 1                        | 헝가리                       |
| 5회                                          | 1976 | 유고슬라비아      | 체코슬로바키아 | 2 – 2 (a.e.t.) (5 - 3 p)      | 서독         | 네덜란드                     | 3 – 2 (a.e.t.)               | 유고슬라비아                 |
| 6회                                          | 1980 | 이탈리아          | 서독           | 2 – 1                         | 벨기에       | 체코슬로바키아               | 1 – 1 (9 - 8 p)              | 이탈리아                     |
| 3위 결정전 폐지                              |      |                   |                |                               |              |                              |                              |                              |
| 7회                                          | 1984 | 프랑스            | 프랑스         | 2 – 0                         | 스페인       | 덴마크 & 포르투갈            | 덴마크 & 포르투갈            | 덴마크 & 포르투갈            |
| 8회                                          | 1988 | 서독              | 네덜란드       | 2 – 0                         | 소련         | 서독 & 이탈리아              | 서독 & 이탈리아              | 서독 & 이탈리아              |
| 9회                                          | 1992 | 스웨덴            | 덴마크         | 2 – 0                         | 독일         | 네덜란드 & 스웨덴            | 네덜란드 & 스웨덴            | 네덜란드 & 스웨덴            |
| 승점 동률시 득실 우선 → 승자승 우선으로 변경 |      |                   |                |                               |              |                              |                              |                              |
| 10회                                         | 1996 | 잉글랜드          | 독일           | 2 – 1 (a.e.t. g.g.)           | 체코         | 잉글랜드 & 프랑스            | 잉글랜드 & 프랑스            | 잉글랜드 & 프랑스            |
| 11회                                         | 2000 | 벨기에 네덜란드   | 프랑스         | 2 – 1 (a.e.t. g.g.)           | 이탈리아     | 네덜란드 & 포르투갈          | 네덜란드 & 포르투갈          | 네덜란드 & 포르투갈          |
| 12회                                         | 2004 | 포르투갈          | 그리스         | 1 – 0                         | 포르투갈     | 네덜란드 & 체코              | 네덜란드 & 체코              | 네덜란드 & 체코              |
| 13회                                         | 2008 | 오스트리아 스위스 | 스페인         | 1 – 0                         | 독일         | 러시아 & 튀르키예            | 러시아 & 튀르키예            | 러시아 & 튀르키예            |
| 14회                                         | 2012 | 폴란드 우크라이나 | 스페인         | 4 – 0                         | 이탈리아     | 포르투갈 & 독일              | 포르투갈 & 독일              | 포르투갈 & 독일              |
| 15회                                         | 2016 | 프랑스            | 포르투갈       | 1 – 0 (a.e.t.)                | 프랑스       | 웨일스 & 독일                | 웨일스 & 독일                | 웨일스 & 독일                |
| 16회                                         | 2020 | 유럽              | 이탈리아       | 1 – 1 (a.e.t.) (3 - 2 p)      | 잉글랜드     | 덴마크 & 스페인              | 덴마크 & 스페인              | 덴마크 & 스페인              |
| 17회                                         | 2024 | 독일              | 스페인         | 2 – 1                         | 잉글랜드     | 프랑스 & 네덜란드            | 프랑스 & 네덜란드            | 프랑스 & 네덜란드            |

### 결승 진출 국가 기록

현재까지의 우승 횟수

역대 개최국과 최고 성적

| 팀       | 우승                       | 준우승               |
| -------- | -------------------------- | -------------------- |
| 스페인   | 4 (1964, 2008, 2012, 2024) | 1 (1984)             |
| 독일     | 3 (1972, 1980, 1996)       | 3 (1976, 1992, 2008) |
| 이탈리아 | 2 (1968, 2020)             | 2 (2000, 2012)       |
| 프랑스   | 2 (1984, 2000)             | 1 (2016)             |
| 러시아   | 1 (1960)                   | 3 (1964, 1972, 1988) |
| 체코     | 1 (1976)                   | 1 (1996)             |
| 포르투갈 | 1 (2016)                   | 1 (2004)             |
| 네덜란드 | 1 (1988)                   | -                    |
| 덴마크   | 1 (1992)                   | -                    |
| 그리스   | 1 (2004)                   | -                    |
| 세르비아 | -                          | 2 (1960, 1968)       |
| 벨기에   | -                          | 1 (1980)             |
| 잉글랜드 | -                          | 2 (2020, 2024)       |

### 총 개최국과 각 국가별 개최 횟수

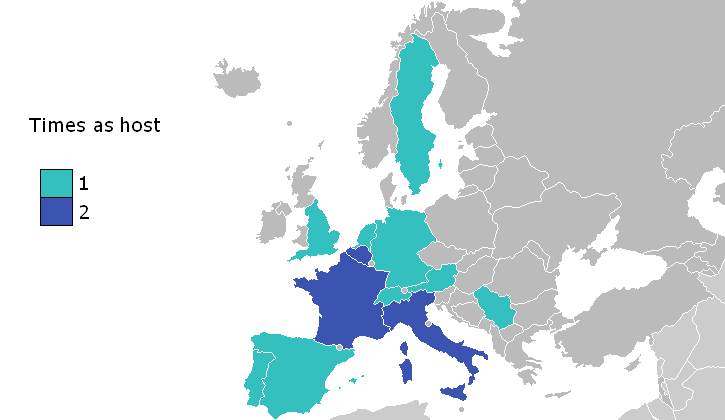
역대 개최 횟수

| 횟수 | 국가         | 년도                   |
| ---- | ------------ | ---------------------- |
| 3번  | 프랑스       | 1960년, 1984년, 2016년 |
| 2번  | 벨기에       | 1972년, 2000년         |
| 2번  | 독일         | 1988년, 2024년         |
| 2번  | 이탈리아     | 1968년, 1980년         |
| 1번  | 오스트리아   | 2008년                 |
| 1번  | 잉글랜드     | 1996년                 |
| 1번  | 네덜란드     | 2000년                 |
| 1번  | 폴란드       | 2012년                 |
| 1번  | 포르투갈     | 2004년                 |
| 1번  | 스페인       | 1964년                 |
| 1번  | 스웨덴       | 1992년                 |
| 1번  | 스위스       | 2008년                 |
| 1번  | 우크라이나   | 2012년                 |
| 1번  | 유고슬라비아 | 1976년                 |

## 통산 성적
1960년 유러피언 네이션스컵부터 유로 2024까지 총 17번의 유로에서 각 국가가 기록한 성적을 순위별로 나열한 통계표다. 총 36개국이 유로 본선에 진출했다.
순위를 결정하는 기준은 다음과 같다.
- 승리 3점, 무승부 1점, 패배 0점으로 계산한다. (1993년까지는 승리가 2점이었지만 전부 3점으로 처리)
- 승점이 많을수록 상위권에 랭크
- 승점이 같으면 골득실 > 다득점 순으로 랭크
- 굵은 글씨(숫자)는 각 기록에서 가장 높은 순위

| 순위 | 국가         | 승점 | 진출 | 경기 | 승 | 무* | 패 | 득점 | 실점 | 득실차 | 최고 성적 |
| ---- | ------------ | ---- | ---- | ---- | -- | --- | -- | ---- | ---- | ------ | --------- |
| 1    | 독일         | 104  | 14   | 58   | 30 | 14  | 14 | 89   | 62   | +27    | 우승 (3)  |
| 2    | 스페인       | 100  | 12   | 52   | 29 | 13  | 10 | 88   | 42   | +46    | 우승 (4)  |
| 3    | 이탈리아     | 85   | 11   | 49   | 22 | 19  | 8  | 55   | 37   | +18    | 우승 (2)  |
| 4    | 프랑스       | 84   | 11   | 49   | 23 | 15  | 11 | 73   | 53   | +20    | 우승 (2)  |
| 5    | 네덜란드     | 78   | 11   | 45   | 23 | 9   | 13 | 75   | 48   | +27    | 우승 (1)  |
| 6    | 포르투갈     | 75   | 9    | 45   | 21 | 12  | 11 | 61   | 41   | +20    | 우승 (1)  |
| 7    | 잉글랜드     | 68   | 11   | 45   | 17 | 17  | 11 | 56   | 44   | +12    | 준우승    |
| 8    | 체코         | 53   | 11   | 40   | 15 | 8   | 17 | 51   | 52   | -1     | 우승 (1)  |
| 9    | 러시아       | 46   | 12   | 36   | 13 | 7   | 16 | 40   | 52   | -12    | 우승 (1)  |
| 10   | 크로아티아   | 40   | 7    | 27   | 10 | 10  | 7  | 34   | 32   | +2     | 4강       |
| 11   | 벨기에       | 39   | 7    | 26   | 12 | 3   | 11 | 33   | 30   | +3     | 준우승    |
| 12   | 덴마크       | 39   | 10   | 37   | 10 | 9   | 18 | 44   | 54   | -10    | 우승 (1)  |
| 13   | 스웨덴       | 28   | 7    | 24   | 7  | 7   | 10 | 30   | 28   | +2     | 4강       |
| 14   | 스위스       | 26   | 6    | 23   | 5  | 11  | 7  | 24   | 28   | -4     | 8강       |
| 15   | 튀르키예     | 23   | 6    | 23   | 7  | 2   | 14 | 22   | 38   | -16    | 4강       |
| 16   | 그리스       | 18   | 4    | 16   | 5  | 3   | 8  | 14   | 20   | -6     | 우승 (1)  |
| 17   | 웨일스       | 16   | 2    | 10   | 5  | 1   | 4  | 13   | 12   | +1     | 4강       |
| 18   | 오스트리아   | 14   | 4    | 14   | 4  | 2   | 8  | 14   | 18   | -4     | 16강      |
| 19   | 헝가리       | 13   | 5    | 14   | 3  | 4   | 7  | 16   | 25   | -9     | 3위       |
| 20   | 폴란드       | 13   | 5    | 17   | 2  | 7   | 8  | 14   | 24   | -10    | 8강       |
| 21   | 세르비아     | 13   | 6    | 17   | 3  | 4   | 10 | 23   | 41   | -18    | 준우승    |
| 22   | 루마니아     | 12   | 6    | 20   | 2  | 6   | 12 | 14   | 27   | -13    | 8강       |
| 23   | 슬로바키아   | 11   | 3    | 11   | 3  | 2   | 6  | 9    | 18   | -9     | 16강      |
| 24   | 우크라이나   | 10   | 4    | 13   | 3  | 1   | 9  | 8    | 22   | -14    | 16강      |
| 25   | 스코틀랜드   | 9    | 4    | 12   | 2  | 3   | 7  | 11   | 21   | -10    | 조별 리그 |
| 26   | 아이슬란드   | 8    | 1    | 5    | 2  | 2   | 1  | 8    | 9    | -1     | 8강       |
| 27   | 아일랜드     | 8    | 3    | 10   | 2  | 2   | 6  | 6    | 17   | -11    | 16강      |
| 28   | 슬로베니아   | 6    | 2    | 7    | 0  | 6   | 1  | 6    | 7    | -1     | 조별 리그 |
| 29   | 노르웨이     | 4    | 1    | 3    | 1  | 1   | 1  | 1    | 1    | 0      | 조별 리그 |
| 30   | 조지아       | 4    | 1    | 4    | 1  | 1   | 2  | 5    | 8    | -3     | 16강      |
| 31   | 알바니아     | 4    | 2    | 6    | 1  | 1   | 4  | 4    | 11   | -7     | 조별 리그 |
| 32   | 불가리아     | 4    | 2    | 6    | 1  | 1   | 4  | 4    | 13   | -9     | 조별 리그 |
| 33   | 핀란드       | 3    | 1    | 3    | 1  | 0   | 2  | 1    | 3    | -2     | 조별 리그 |
| 34   | 북아일랜드   | 3    | 1    | 4    | 1  | 0   | 3  | 2    | 3    | -1     | 16강      |
| 35   | 라트비아     | 1    | 1    | 3    | 0  | 1   | 2  | 1    | 5    | -4     | 조별 리그 |
| 36   | 북마케도니아 | 0    | 1    | 3    | 0  | 0   | 3  | 2    | 8    | -6     | 조별 리그 |

## 같이 보기
- UEFA 네이션스리그
- UEFA 유럽 여자 축구 선수권 대회